# Phoxobunus tuberculatus
Phoxobunus tuberculatus is een hooiwagen uit de familie Triaenonychidae.